# Podstene, Kočevje
Podstene so naselje v Občini Kočevje brez stalnih prebivalcev.